# Lee Evans (Dartspieler)
Lee Evans (* 18. Oktober 1988 in Swindon) ist ein englischer Dartspieler, der bei Wettbewerben der Professional Darts Corporation antritt.

## Karriere
Evans bekam keine PDC Tour Card für 2015, nachdem er an keinem der vier Tage der Q-School über die letzten 64 hinausgekommen war, aber er qualifizierte sich für die UK Open 2015, bei der er Nick Fulwell und Ronny Huybrechts besiegte, bevor er in der dritten Runde 4:9 gegen Vincent van der Voort verlor, nachdem er mit 4:1 vorne gelegen hatte. Evans gewann die Gosport Open, indem er Richard Kirby mit 4:1 besiegte. Im Oktober spielte er beim European Darts Grand Prix und besiegte Jyhan Artut mit 6:3 und Terry Jenkins 6:4, um zum ersten Mal die letzten 16 eines PDC-Events zu erreichen, wo er 3:6 gegen Ian White verlor.
Evans startete glänzend ins Jahr 2016, indem er zweimal die letzten 16 der UK Open Qualifiers erreichte. Er nahm in der zweiten Runde an den UK Open 2016 teil und eliminierte Rowby-John Rodriguez mit 6:2, verlor dann aber mit 9:7 gegen Jamie Caven. Er erreichte das Finale des 9. Events der PDC Challenge Tour 2016 und wurde von Matt Padgett mit 5:4 geschlagen. Er erreichte 2016 zum dritten Mal bei der 10. Players Championship die letzten 16 eines Main Tour Events mit Siegen über Dave Ladley, Vincent van der Voort und Mervyn King, wurde aber von Dave Chisnall mit 6:0 geschlagen.
Die PDC Challenge Tour Order of Merit 2022 schloss Evans auf Rang 11 ab. Da die drei Erstplatzierten bereits eine Tour Card für das Jahr 2023 erhalten hatten, durfte Evans als Teil der verbliebenen Top 8 bei der Q-School direkt in der Final Stage starten. Hierbei gelang es ihm, sich über die Rangliste eine Tour Card zu erspielen. Bei den UK Open 2023 daraufhin verlor Evans sein erstes Spiel gegen den Qualifikanten Gary Davey. Auf der European Tour spielte er sich im April beim International Darts Open in die zweite Runde und beim German Darts Grand Prix ins Achtelfinale. Es folgte außerdem bei Players Championship 10 ein weiteres Pro Tour-Achtelfinale. Im Mai nahm er außerdem am WDF-Turnier des Welsh Classic teil und erspielte sich ein Viertelfinale. Weitere Siege auf der Pro Tour und European Tour-Teilnahmen bescherten Evans letztlich genug Preisgeld, um sich für die PDC World Darts Championship 2024 zu qualifizieren. Ebenfalls war er zuvor für das Players Championship Finals 2023 qualifiziert, unterlag aber in Runde eins Dave Chisnall.
Bei der WM traf Evans in Runde eins auf den asiatischen Qualifikanten Sandro Eric Sosing, der keine Gefahr darstellte. Evans gewann mit 3:0 und zog in die zweite Runde ein, wo er den an Position drei gesetzten Luke Humphries vor sich hatte. Evans verlor mit 0:3, wobei jedoch zwei Sätze im letzten Leg entschieden wurden. Evans war somit der erstes Gegner von Humphries auf seinem Weg zum WM-Titel. 2024 begann für Evans mit einem Achtelfinale beim Players Championship 1. Zweimal gelang ihm das noch in diesem Jahr, sonst blieben die Erfolge jedoch aus und auch für weitere Turniere konnte er sich - bis auf ein European Tour-Event - nicht qualifizieren. Bei den UK Open 2024 gewann Evans sein erstes Spiel gegen Chris Landman, verlor dann aber in Runde drei gegen Ricky Evans. Er beendete das Jahr schließlich auf Position 70, was nicht reicht, um die Tour Card zu halten.
Er registrierte sich somit für die UK Q-School 2025, wo er in der Final Stage starten durfte. Er gewann dabei drei Spiele, womit er zwei Punkte für die Rangliste erspielen konnte. Für eine Tour Card reichte es jedoch nicht.

## Privates
Lee Evans war als Maurer und Dachdecker bei seinem Vater Steve Evans beschäftigt, bevor er 2015 aufhörte, um tagsüber für seine Dartkarriere trainieren zu können.

### PDC
- Secondary Tour Events
  - PDC Challenge Tour
    - PDC Challenge Tour 2017: 3

## Weltmeisterschaftsresultate

### PDC
2024: 2. Runde (0:3-Niederlage gegen  Luke Humphries)